# P&Gプレステージ
P&Gプレステージ合同会社は、P&Gジャパンの関連子会社で、日本においてSK-IIの化粧品の販売などを行っている企業。

## 概要
1953年、米国の化粧品メーカーだったマックスファクターが日本法人としてマックスファクター株式会社を東京で設立した。1991年にマックスファクターがP&Gの傘下となり、その際に日本本社を神戸市に移した。
1994年、同じくP&G傘下となっていたプロクター・アンド・ギャンブル・ヘルスケア株式会社（P&Gヘルスケア、旧：日本ヴイックス株式会社）を吸収合併した。その際、P&Gヘルスケアは社内カンパニー制によって、マックスファクターのP&Gヘルスケア事業部となり、同社がP&Gの日本における大衆薬事業も手掛けるようになった。
ちなみにマックスファクターが吸収合併したP&Gヘルスケアの前身会社にあたる日本ヴイックスは、米国の製薬会社・リチャードソン・ヴイックス（英: Richardson-Vicks）社と日本の伊藤忠商事との共同で設立された医薬品会社で、本社は大阪市、三重県鈴鹿市に工場 があった。日本ヴイックスは1985年にP&G傘下になり、3年後の1988年にP&Gヘルスケアに社名変更している。
2002年にP&Gが大正製薬や杏林製薬などに大衆薬事業を売却し、日本での大衆薬事業から完全に撤退、P&Gヘルスケア事業部を廃止した。なお、日本以外のP&Gにおける大衆薬事業は「クレアラシル」を除いて引き続き行われている。
2006年、会社法施行で新たに誕生した会社形態である合同会社に改組され、P&Gマックスファクター合同会社に社名変更した。
2015年7月、P&Gがマックスファクターブランドを他の43ブランドと一緒に125億ドル（約1兆5000億円）でコティに売却。日本法人も2016年8月にP&Gプレステージ合同会社へ社名変更した。
現在はSK-IIの販売が事業の中心となっている。

## 沿革

### 旧マックスファクター発足～現在
- 1953年 マックスファクターが日本法人であるマックスファクター株式会社を東京で設立。
- 1971年 滋賀県野洲市に滋賀工場[注 3] 竣工。
- 1980年 スキンケアブランド「SK-II」発売。
- 1991年 マックスファクターがP&Gの傘下になる。
- 1994年 マックスファクターがP&Gヘルスケアを吸収合併。
- 2001年 スキンケアブランド「イリューム」発売。
- 2002年 P&Gヘルスケア事業部を廃止して、日本での大衆薬事業から完全撤退。
- 2006年 P&Gマックスファクター合同会社に改組。
- 2015年7月 P&Gがマックスファクターブランドを他の43ブランド[注 4] と一緒に125億ドル（約1兆5000億円）でコティに売却[1]。
- 2016年8月 P&Gプレステージ合同会社へ社名変更。SK-IIの販売が中心事業となる。ヘアケア製品はP&Gジャパンへ移管。
- 2019年2月 スキンケアブランド「オレイ（英語版）」のプレステージラインである「オレイ リジェネリスト」を日本販売開始[注 5]。オンライン限定で3月発売[2]。

### 旧日本ヴイックス
- 1966年 ヴイックス製品を輸入販売していた阪急共栄物産（現・阪食）より分離・独立で日本ヴイックス株式会社を設立。
- 1977年 日本ヴイックスが社名を「リチャードソン・メレル株式会社」[注 6] に変更。
- 1979年 リチャードソン・メレルの親会社がリチャードソン・ヴイックス（Richardson-Vicks）に社名変更したことに伴い[注 7]、日本ヴイックス株式会社に復名。
- 1985年 経営が悪化した親会社リチャードソン・ヴイックス社に対してユニリーバがTOBによる買収を画策。この時、ユニリーバとの経営統合を嫌った経営陣がプロクター・アンド・ギャンブル（P&G）へ救済を求め、P&G傘下となる[注 8]。
- 1988年 P&G傘下となっていた日本ヴイックスが社名を「プロクター・アンド・ギャンブル・ヘルスケア株式会社（呼称・P&Gヘルスケア）」に変更。
- 1994年 マックスファクターに吸収合併され、マックスファクターのP&Gヘルスケア事業部となる。
- 1997年 便秘薬「コーラック」の日本での事業を大正製薬へ譲渡。
- 1998年 哺乳瓶消毒剤「ミルトン」の日本での事業を杏林製薬へ譲渡。
- 2000年 ニキビ治療薬「クレアラシル」の日本を含めた全世界の事業をブーツ・ヘルスケアへ譲渡。
- 2002年 塗布風邪薬「ヴイックス ヴェポラッブ」、のど薬「ヴイックス コフドロップ」の日本での事業を大正製薬へ譲渡し、P&Gヘルスケア事業部を廃止。P&Gは日本での大衆薬事業から撤退。

## 取扱商品

### 化粧品など
- 化粧品・スキンケア
  - マックスファクター（2018年5月日本での販売終了）
  - SK-II
  - オレイ
  - illume（2018年5月販売終了）
  - ミューズ（薬用石鹸。2008年8月31日にP&Gとしての販売を終了。旧ミツワ石鹸時代から続く古参ブランド。P&Gブランドのまま、1990年代から2006年にかけて当時のP&Gジャパンの子会社だったマックスファクターが販売元だった。その後、親会社のP&Gジャパン本社に移管されたが、2008年にP&Gのグローバル事業の戦略などの諸事情により、販売元をP&Gジャパンからレキットベンキーザー・ジャパンに事業譲渡した。譲渡後は当初アース製薬に販売を委託していたが、現在はレキットベンキーザー・ジャパンによる直販体制に移行している。）
- ヘアケア
  - ヴィダルサスーン（ヘアケア商品のみ） - 1983年にリチャード・ヴィックス社がシャンプーなどのヘアケア商品部門をヴィダル・サスーンから引き継ぎ、1985年以降はP&Gの製品となった。家電美容製品部門は1980年にヘレン・オブ・トロイ社に、サロンとアカデミーは2003年にリージス社に引き継がれた。
  - パンテーン - 元々はエフ・ホフマン・ラ・ロシュ社の製品（日本では製造元は日本ロシュ（現・中外製薬）、販売元は塩野義製薬）だったが、1983年にリチャード・ヴイックス社が事業を買収し、日本では日本ヴイックスの製品となった。現在は女性用ヘアケア製品のみP&Gから販売されているが、かつては男性用ヘアトニックも製造・販売していた。
  - ハーバルエッセンス - かつてはブリストル・マイヤーズ・スクイブ (BMS) のヘアケア部門「クレイロール」の製品。2000年7月に一旦販売中止となったが、2004年4月よりクレイロール部門を買収したP&Gの製品として発売開始された。
  - パンテーン クリニケア - ウエラ クリニケアより移管
  - h&s
- 電動歯ブラシ
  - クレスト スピンブラシ（クラシエホームプロダクツへ譲渡後生産終了）

### 大衆薬など（旧日本ヴイックス→P&Gヘルスケアの製品）
- 現在は別の企業に移管
  - ヴイックス ヴェポラッブ（塗布風邪薬、現在は大正製薬から発売）
  - ヴイックス コフドロップ（のど薬、現在は「ヴイックス メディケイテッド ドロップ」の名で大正製薬から発売）[注 9]
  - クレアラシル（塗布ニキビ治療薬、現在はレキットベンキーザー・ジャパンから発売）[注 10]
  - コーラック（便秘薬、現在は大正製薬から発売）[注 11][注 12][注 13]
  - ミルトン（哺乳瓶消毒剤(塩素系)[注 14]、現在は杏林製薬から発売）
- かつての製品
  - ミルガード（おむつ用洗浄漂白剤(粉末)[注 15]、1968年に発売）
  - ハボーン（天然カルシウム、一部地域限定で発売した後、全国発売したものの販売終了。大正製薬のカルシックスに継承）
  - ペプトビスモル（下痢止め薬、1990年頃に旧P&Gヘルスケアから発売）
  - ヴイックス ナイメッド（せき止め薬、1982年頃、一部地域限定で発売）
  - ヴイックス サイネックス（鼻炎薬、1988年-1993年にかけて旧P&Gヘルスケアから発売）
  - ヴイックス ヴァーパーバス（入浴剤、旧P&Gヘルスケアから九州地区限定で発売）
  - ヴイックス クールコート（せき止め薬、旧P&Gヘルスケアから九州地区限定で発売）
  - ヴイックス総合感冒薬（かぜ薬、1995年頃に旧P&Gヘルスケアから静岡・北陸地区限定で発売）
  - ヴイックス クール（のど飴、1985年-1989年にかけて駅売店・スーパー・コンビニ専売で発売）
  - ヴイックス 小児用シロップ（小児用のかぜ薬、旧P&Gヘルスケアから一部地区限定で発売。フルーツ味）
  - ラボリス（うがい薬。1960年代）
  - ヴイックス インヘラー（吸入式鼻炎薬。1960年代後半に発売されたが、L-デゾキシエフェドリンという覚醒剤が主配合されていたため、短期間で販売中止となった）

## イメージキャラクター（マックスファクター）
- 福澤幸雄（1967年 - 1968年）（Max Factor For Men）
- 蟇目良（のちに蟇目亮）（Max Factor For Men） - 福澤幸雄の後任。
- 川原亜矢子（1993年 - 1995年）
- 小比類巻かほる（1994年)
- 桃井かおり（1994年 - ）※80年代はポーラ化粧品のCMに出演、サウンドロゴも担当していた
- 田中久美子（1996年 - 1997年）
- 松嶋菜々子（1998年 - 2004年）
- 緒川たまき（1999年）
- マドンナ（1999年）
- 生方ななえ（2003年）
- 石川亜沙美（2003年 - 2006年）
- 松下奈緒（2004年 - 2006年）
- 加藤ローサ（2004年 - 2006年）
- 小雪（2005年 - ）
- 中山美穂（2006年 - 2008年）
- 綾瀬はるか（2006年 - ）
- 菊地凛子（2007年 - ）
- 有村架純（2016年 - ）
- TWICE ミナ（2022年 - ）

## 歴代CM出演者（マックスファクター以外）
ヴイックスドロップ
- 楠トシエ（ヴイックスドロップ、歌）
- 石坂浩二（ヴイックス コフドロップ）
- もたいまさこ
- 木野花

ヴイックスヴェポラッブ
- 石立鉄男
- 山本耕史

ヴイックス サイネックス
- 和田アキ子

ヴイックス ヴァーパーバス
- 関根勤

ヴイックス クールコート
- 泉谷しげる

ヴイックス総合感冒薬
- 段田安則

ヴイックス インヘラー
- 植木等

クレアラシル
- 島田奈美
- 森尾由美
- 松尾伴内
- 小林克也（ナレーション）
- 三上博史
- 古川登志夫（ナレーション）

コーラック
- 小山茉美（女性役の吹き替え）
- 城達也（ナレーション、1978年後半-1980年前半）

## CMソング
マックスファクター
- ジョーン・シェパード - 「サマー・クリエーション」「I LOVE BEING A WOMAN」
- 大塚博堂 - 「春は横顔」
- 沢田研二 - 「渚のラブレター」
- BUZZ - 「そして…瞳、少年風」
- ブッシュマン - 「キスラ・キスラ」
- 二名敦子 - 「渚のフェイム」
- 小比類巻かほる - 「SUMMER FACTOR」
- MISIA - 「It's Just Love」
- 大貫妙子 - 「ただ」
- オフコース - 「めぐる季節」「I Love You」
- coba - 「ヴィーナス誕生」「ヴィーナス誕生 pure accordion」（SK-II/エアタッチファンデーション）
- Dew - 「プレゼント」
- 小田和正 - 「若葉のひと」
- 福山雅治 - 「Beautiful life」（SK-II）

## テレビ提供番組（日本ヴイックス）
筆頭スポンサーのみ。P&GヘルスケアになってからはP&G提供番組内でCMを放送する形となった。
- 日本テレビ系列
  - 金曜10時!うわさのチャンネル!!
  - テレビ三面記事 ウィークエンダー
  - お昼のワイドショー（昼・隔日）
  - 超音速攻撃ヘリ エアーウルフ
  - 恋はハイホー![注 17]
  - 爆笑ヒット大進撃!!→ダントツ笑撃隊!!→土曜トップスペシャル
  - 日本テレビ制作月曜夜7時台枠のアニメ[注 17]
    - ダーティペア
    - きまぐれオレンジ☆ロード
    - 燃える!お兄さん
- テレビ朝日系列
  - 木島則夫モーニングショー（のちのモーニングショー）[注 18]
  - 土曜ワイド劇場[注 19]
  - 水曜スペシャル
  - ナイトライダー
  - 遊びにおいで
  - ビートたけしのスポーツ大将（1985年-1986年）
- 朝日放送テレビ制作日曜朝8時30分枠のアニメ[注 17]（朝日放送制作・テレビ朝日系列、1985年-1987年）
  - はーいステップジュン
  - メイプルタウン物語
  - 新メイプルタウン物語 パームタウン編
- TBS系列
  - JNNニュース（昼・隔日）
  - CBC制作昼の連続ドラマ（CBC制作・TBS系列）
  - 妻そして女シリーズ（MBS制作・TBS系列）
- フジテレビ系列
  - ナイター情報（1987年）
  - オレたちひょうきん族
  - 欽ドン!
  - 木曜ドラマストリート
  - さんまのまんま（関西テレビ制作・フジテレビ系列）
  - 金曜おもしろバラエティ（フジテレビ系列）
  - 東海テレビ制作昼の帯ドラマ（東海テレビ制作・フジテレビ系列）
  - 夜のヒットスタジオ→夜のヒットスタジオDELUXE→夜のヒットスタジオSUPER[注 20]
  - フジテレビ系列水曜夜7時台枠のアニメ
    - うる星やつら
    - めぞん一刻
    - F
- テレビ東京系列
  - 熱闘!スポーツクイズ

などのテレビ番組に提供していた。